# Europese weg 95
De Europese weg 95 of E95 is een Europese weg die loopt van Sint-Petersburg in Rusland naar Merzifon in Turkije.

## Algemeen
De Europese weg 95 is een Klasse A Noord-Zuid-referentieweg en verbindt het Russische Sint-Petersburg met het Turkse Merzifon en komt hiermee op een afstand van ongeveer 1790 kilometer. De route is door de UNECE als volgt vastgelegd: Sint-Petersburg - Pskov - Homel - Kiev - Odessa ... Samsun - Merzifon.